# Foster Automobile Manufacturing Company

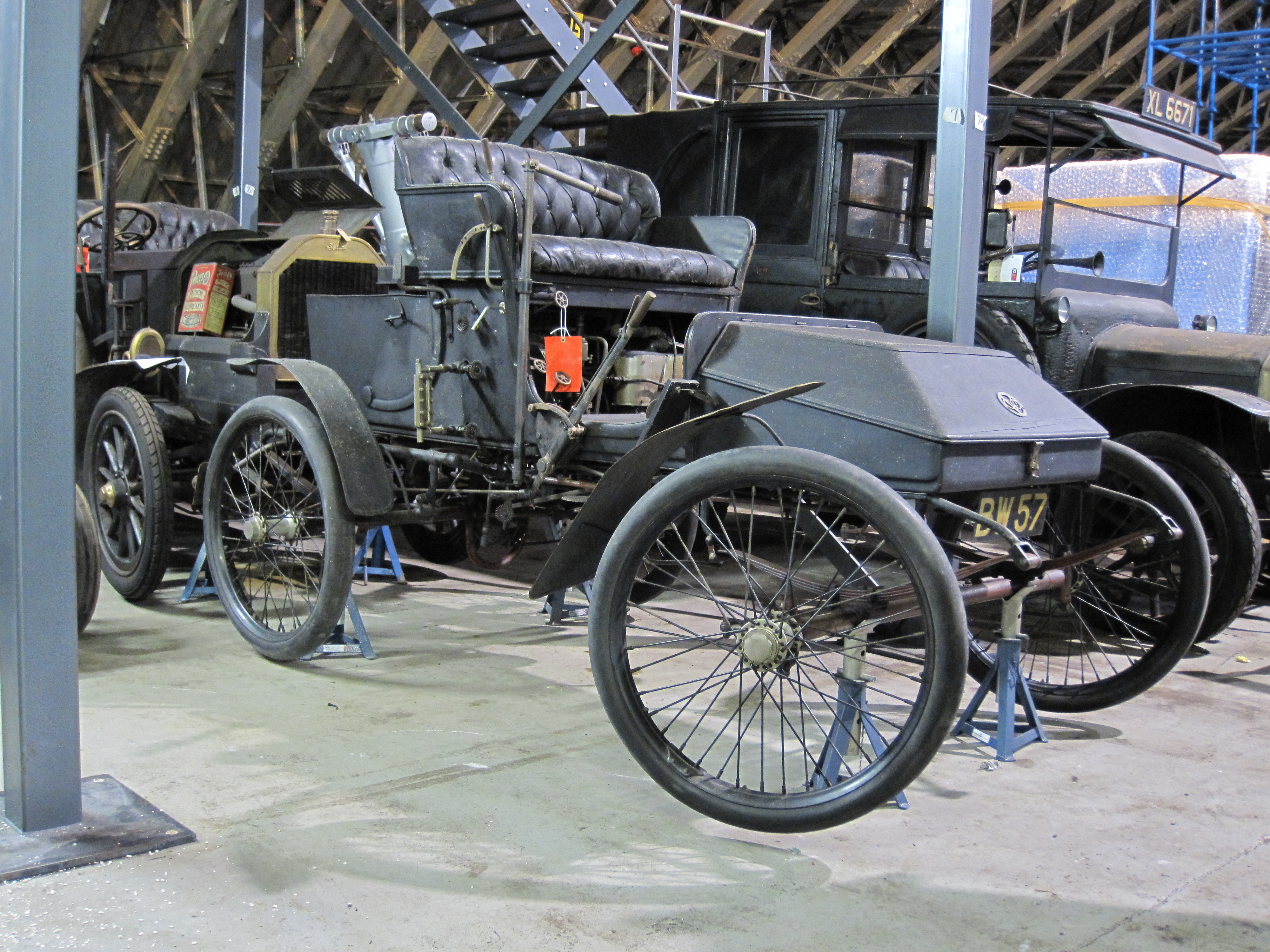
Foster-Dampfwagen von 1901

Foster Automobile Manufacturing Company, vorher Foster Automobile Company, war ein US-amerikanischer Hersteller von Automobilen.

## Unternehmensgeschichte
G. G. Foster stellte mit seiner Foster & Company Klaviere her. 1899 entstand ein einzelner Dampfwagen. Anfang 1900 gründete er die Foster Automobile Company zur Fahrzeugproduktion. Wenig später trat Paul Densmore ins Unternehmen ein und benannte es in Foster Automobile Manufacturing Company um. Foster selber blieb im Unternehmen. Die Fahrzeugproduktion begann 1901. Der Markenname lautete Foster. Bereits im ersten Jahr entstanden 165 Fahrzeuge. 1902 kam es zu Patentstreitigkeiten mit der Whitney Steam Motor Wagon Company. 1903 folgte der Bankrott.
Die Artzberger Automobile Company setzte die Produktion eines Modells unter Beibehaltung des Markennamens noch bis 1904 fort, verwendete aber auch den eigenen Markennamen.
Es gab keine Verbindung zu W. O. Foster & Company, die ein paar Jahre später ebenfalls Fahrzeuge als Foster anboten.

## Fahrzeuge
Eine Modellreihe waren Dampfwagen. Sie hatten Kettenantrieb. Für 1901 ist ein Surrey überliefert. 1902 gab es die Aufbauten leichter Roadster, Touring Wagon, Surrey und Speed Wagon. 1903 stand nur ein leichter Roadster im Sortiment.
Außerdem gab es Elektroautos. Sie waren 1901 und 1902 als Runabout karosseriert.
1903 ergänzten zwei Modelle mit Ottomotoren das Sortiment. Sie hatten Zweizylindermotoren, die je nach Ausführung 9 PS oder 12 PS leisteten. Die Karosserien waren Tourenwagen.
Ein Dampfwagen von 1901 ist erhalten geblieben. Er gehört zur Sammlung des Science Museum.

## Modellübersicht
| Jahr | Modell   | Zylinder | Leistung (PS) | Aufbau                                             |
| ---- | -------- | -------- | ------------- | -------------------------------------------------- |
| 1901 | Steam    |          |               | Surrey                                             |
| 1901 | Electric |          |               | Runabout                                           |
| 1902 | Steam    |          |               | Light Roadster, Touring Wagon, Surrey, Speed Wagon |
| 1902 | Electric |          |               | Runabout                                           |
| 1903 | Steam    |          |               | Light Roadster                                     |
| 1903 | Gasoline | 2        | 9             | Tourenwagen                                        |
| 1903 | Gasoline | 2        | 12            | Tourenwagen                                        |